# Station Bad Nenndorf
Station Bad Nenndorf (Haltepunkt Bad Nenndorf) is een spoorwegstation in de Duitse plaats Bad Nenndorf in de deelstaat Nedersaksen. Het station ligt aan de spoorlijn Weetzen - Haste en is geopend op 15 augustus 1872. De spoorlijn naar Bad Münder werd geopend op 14 oktober 1904, vanaf dat moment werd het station een vorkstation. De naam werd gewijzigd in Bad Nenndorf Nord, omdat bij het centrum de halte Bad Nenndorf werd geopend. Op 28 mei 1968 werd het reizigersvervoer stilgelegd, het goederenvervoer volgde in etappes. Uiteindelijk reed de laatste goederentrein op de lijn op 31 december 1995 en vanaf 1989 begon de sloop van de lijn. 

## Indeling
Het station heeft één zijperron, dat niet is overkapt maar voorzien van abri's. Het perron is te bereiken vanaf de straat Bornstraße en vanaf een parkeerterrein achter het voormalige stationsgebouw. Daarnaast is er een fietsenstalling bij het station. 

## Verbindingen
Het station is onderdeel van de S-Bahn van Hannover, die wordt geëxploiteerd door DB Regio Nord. De volgende treinseries doen het station Bad Nenndorf aan:
| Serie | Treinsoort             | Route                                                                                           | Bijzonderheden                     |
| ----- | ---------------------- | ----------------------------------------------------------------------------------------------- | ---------------------------------- |
| S1    | S-Bahn (DB Regio Nord) | Minden (Westf) – Haste – Seelze – Hannover Hbf – Weetzen – Barsinghausen – Bad Nenndorf – Haste |                                    |
| S2    | S-Bahn (DB Regio Nord) | Nienburg (Weser) – Seelze – Hannover Hbf – Weetzen – Barsinghausen – Bad Nenndorf – Haste       | Zondags alleen Nienburg - Hannover |